# Zorocratidae
Zorocratidae é uma família de aranhas araneomorfas, parte da superfamília Lycosoidea.

## Descrição
São aranhas errantes pouco comuns, similares à integradas na família Lycosidae, da qual diferem pela disposição dos olhos em duas filas.
A sua área de distribuição natural está centrada na África, Madagáscar e América do Norte.  Esta distribuição faz supor que existiu uma ligação terrestre que se perdeu com a deriva continental e a consequente separação da América e África.

## Sistemática
A família Zorocratidae inclui 42 espécies descritas, repartidas ppor 5 géneros:
- Campostichomma Karsch, 1891
- Raecius Simon, 1892
- Uduba Simon, 1880
- Zorocrates Simon, 1888
- Zorodictyna Strand, 1907